# پرندگان گستاخ
پرندگان گستاخ یا پرندگان شاد (به هندی: Lafangey Parindey) فیلمی محصول سال ۲۰۱۰ و به کارگردانی پرادیپ سرکار است. در این فیلم بازیگرانی همچون نیل نیتین موکش، دیپیکا پادوکونه، کی کی منون، جوهی چاولا، جاوید جعفری ایفای نقش کرده‌اند.